# Kwartet fortepianowy
Kwartet fortepianowy – utwór na fortepian i skrzypce, altówkę i wiolonczelę (trio smyczkowe), lub zestaw kameralny o takim składzie.
Takie utwory skomponowali: Wolfgang Amadeus Mozart, Johannes Brahms, Robert Schumann, Ludwig van Beethoven, także Władysław Żeleński, Gustav Mahler, Zygmunt Noskowski.